# Oleksandr Surutkovych
Oleksandr Surutkovytch, né le 8 janvier 1984 à Odessa, est un coureur cycliste ukrainien.

## Biographie
Oleksandr a couru quelques saisons avec la nationalité azerbaïdjanaise, ou il vivait. Mais, en 2012, l'UCI a décidé qu'il devait recourir pour l'Ukraine.

## Palmarès
- 2003
  - Tour de Ribas
- 2004
  - Tour de Ribas
- 2005
  - Tour de Ribas
  - 2e du Tour de Roumanie
- 2006
  -  Champion d'Ukraine du contre-la-montre espoirs
  - Trofeo Di Pietro Immobiliare
  - Circuito Città di Avellino
- 2007
  - Gran Premio San Basso
  - Coppa Comune di Castiglion Fiorentino
  - Coppa Cicogna
  - 3e de la Coppa San Sabino
  - 3e du Trophée Rigoberto Lamonica
- 2008
  - Coppa Cicogna
  - 4e étape du Tour de Ribas
- 2010
  - 3e et 4e étapes du Kerman Tour
- 2012
  -  Champion d'Azerbaïdjan sur route
  - 2e du championnat d'Azerbaïdjan du contre-la-montre
- 2013
  - 2e du Tour d'Azerbaïdjan
- 2016
  - 2e de Belgrade-Banja Luka I
  - 3e de Belgrade-Banja Luka II

## Classements mondiaux
| Année           | 2006 | 2007 | 2008 | 2009 | 2010 | 2011   | 2012 | 2013 | 2014 |
| --------------- | ---- | ---- | ---- | ---- | ---- | ------ | ---- | ---- | ---- |
| UCI Africa Tour |      |      |      |      | 138e |        |      |      |      |
| UCI Asia Tour   |      |      |      |      | 101e | 283e   | 295e | 315e | 325e |
| UCI Europe Tour | 968e |      |      |      | 908e | 1 071e |      | 409e |      |